# IJSO 2008
A IJSO 2008 foi a quinta edição da Olimpíada Internacional Júnior de Ciências (International Junior Science Olympiad). A competição foi realizada entre os dias 7 e 16 de dezembro de 2008 na cidade de Changwon, na Coreia do Sul.
Até hoje, esta é a edição com quantidade recorde de países participantes, com a marca de 50 delegações representando todos os continentes. A Coreia do Sul venceu a competição pela segunda vez, repetindo o feito da edição de 2006, disputada no Brasil. Esta foi a terceira oportunidade em que o país-sede foi declarado campeão geral, assim como ocorrera em 2004 na Indonésia e em 2007 em Taiwan.
A delegação brasileira, selecionada a partir da IJSO Brasil 2008, também conseguiu ótimo desempenho no torneio mundial. Afinal, de maneira inédita na história do evento, foi conferida uma medalha de ouro a um país de fora do eixo Ásia-Europa. Contando ainda com quatro medalhas de prata e uma de bronze, o time brasileiro ficou na sétima posição no ranking geral, empatado com Hungria e Indonésia, tradicionais participantes da competição.

## Cidade-sede

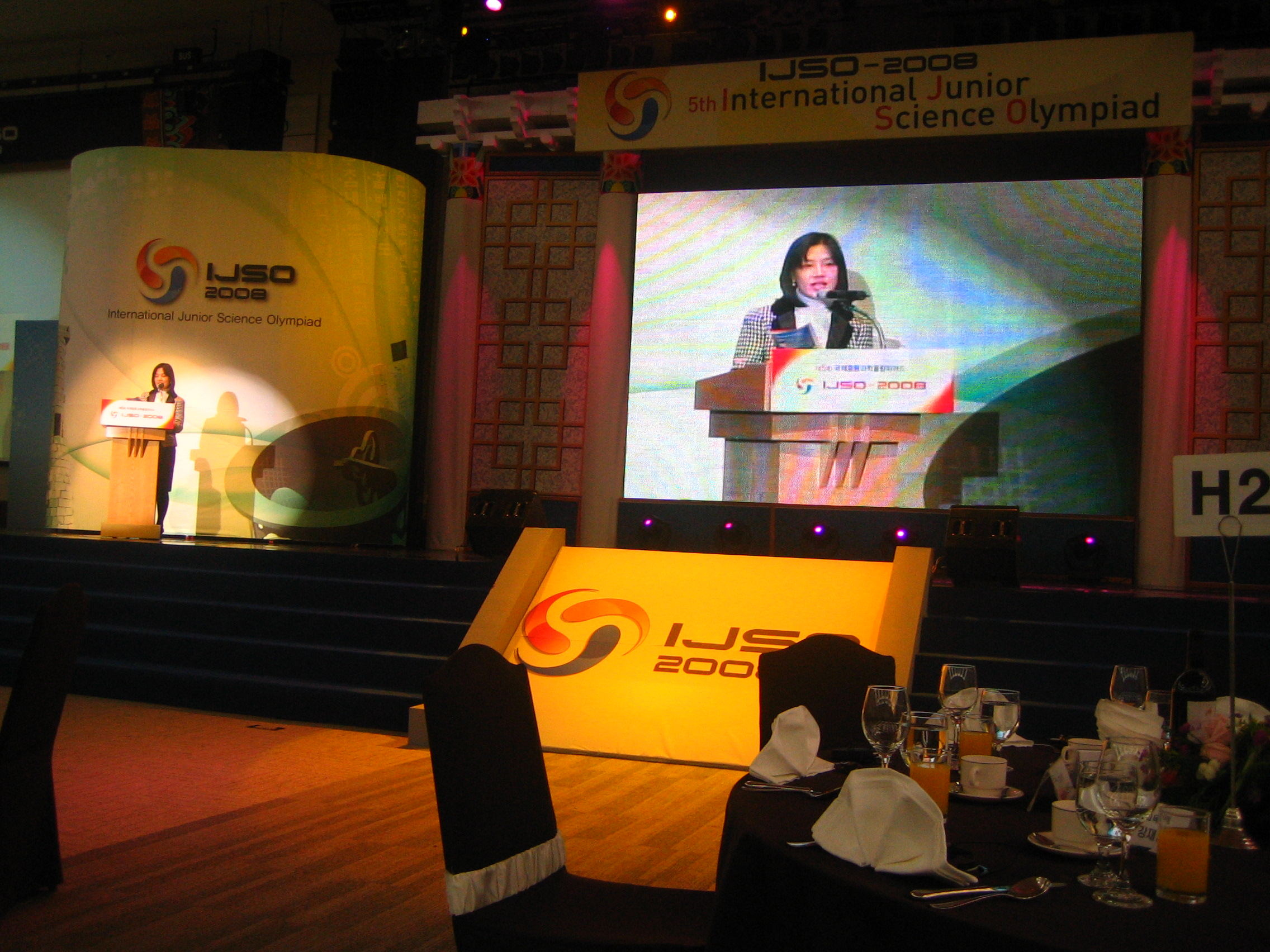
Cerimônia de Abertura em Changwon.

Ao final da IJSO 2007, o comitê sul-coreano oficializou como sede da edição seguinte a cidade de Changwon, capital da província de Gyeongsang do Sul. O evento contou com apoio do governo local, incluindo presença de representantes do Ministério de Ciência e Tecnologia e do governo da província nas cerimônias de abertura e encerramento da competição.
Changwon é a única cidade planeada da Coreia do Sul, tendo sido estabelecida em 1974 como um centro industrial e residencial, e futura capital provincial no lugar de Busan. A cidade tem uma área de 292,80 km² e uma população de 526.389 habitantes.
Todas as atividades oficiais, incluindo provas, traduções e reuniões entre os membros do International Board, foram sediados no Centro de Convenções e Exibições de Changwon (CECO).

## Delegação Brasileira
A equipe brasileira foi selecionada com base nos resultados da IJSO Brasil 2008, realizada em 24 de agosto de 2008. Este evento foi sediado pelo ITA (Instituto Tecnológico de Aeronáutica), em São José dos Campos, sob a organização da B8 Projetos Educacionais.

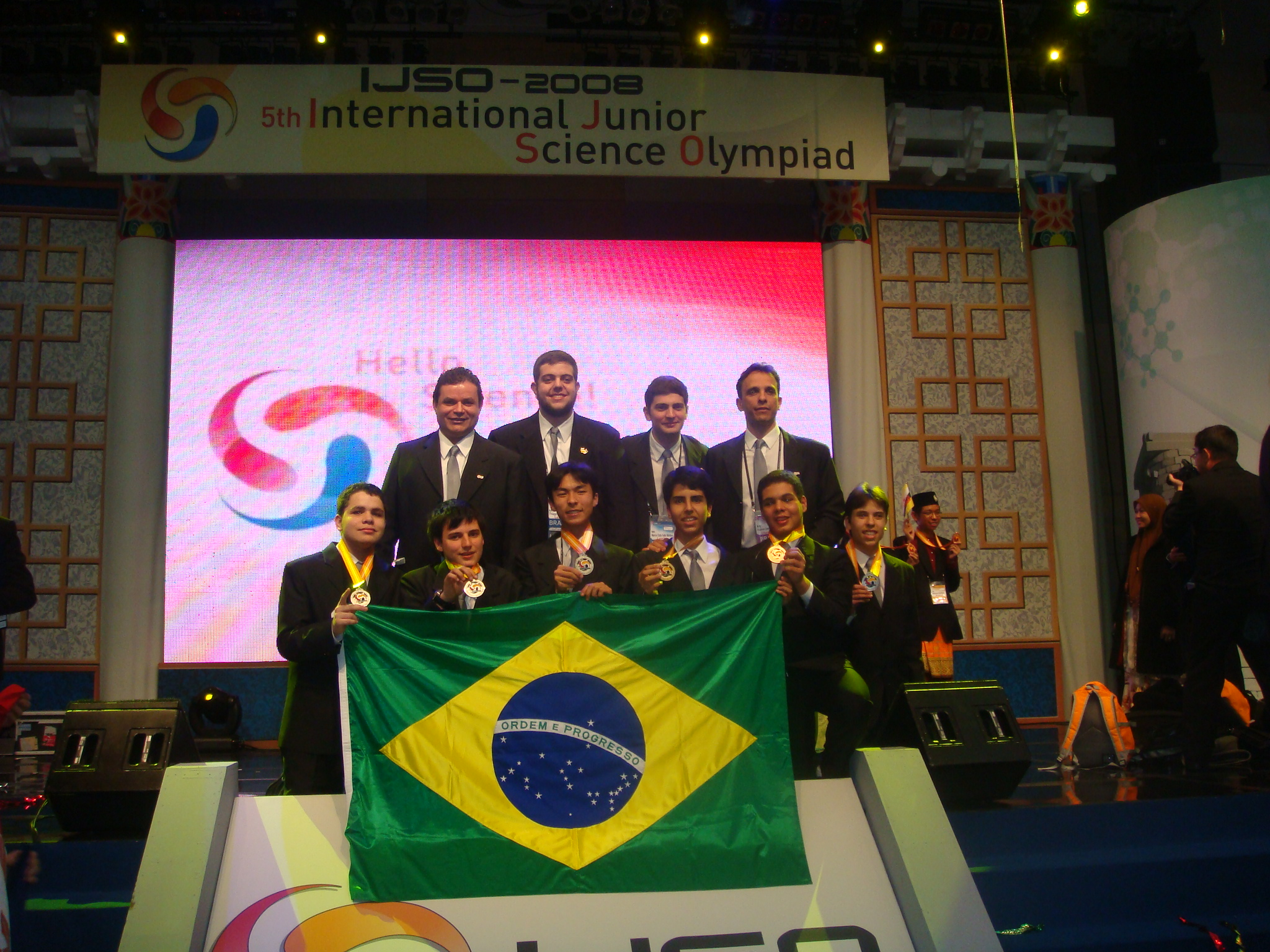
Equipe Brasileira da IJSO 2008.

Com isso, foram classificados os estudantes:
- Cássio dos Santos Sousa
- Elder Massahiro Yoshida
- Gustavo Haddad Francisco e Sampaio Braga
- Lucas Colucci Cavalcante de Souza
- Matheus Barros de Paula
- Matheus Lima Barbosa de Tulio

Os alunos realizaram inúmeras atividades de preparação teóricas e experimentais simulando as avaliações do Torneio Internacional.
A delegação foi liderada pelo Prof. Ronaldo Fogo e pelos representantes da B8 Projetos Educacionais Thiago Serra e Márcio Martino. Como observador brasileiro, atuou o Prof. Rubens Conilho Junior.

## Torneio Internacional
O torneio internacional foi elogiado pelas delegações participantes devido ao alto grau de organização na recepção e no acompanhamento dos times estrangeiros e pela qualidade das cerimônias e dos eventos culturais.
Todos os dias, era disponibilizado um noticiário atualizado da competição, informando as novidades do dia a dia dos estudantes, além de curiosidades sobre os países participantes e sobre a cultura local.
A programação geral seguiu o padrão implementado das edições anteriores, com um dia de intervalo entre cada uma das três provas realizadas. Para manter o sigilo das provas, líderes e estudantes foram alocados em hotéis diferentes, já que as provas eram discutidas e traduzidas no dia anterior à aplicação das mesmas.

### Programação resumida
- 7 de dezembro: Chegada das delegações, Reunião do International Board, Jantar de recepção.
- 8 de dezembro: Cerimônia de abertura. Discussão e tradução da prova de múltipla escolha.
- 9 de dezembro: Prova de múltipla escolha, Science Talk.
- 10 de dezembro: Discussão e tradução da prova teórica.
- 11 de dezembro: Prova teórica, Science Talk.
- 12 de dezembro: Discussão e tradução da prova experimental.
- 13 de dezembro: Prova experimental, Science Talk.
- 14 de dezembro: Moderação, Reunião do International Board.
- 15 de dezembro: Cerimônia de encerramento, Jantar de despedida.
- 16 de dezembro: Partida das delegações.

## Atividades culturais
Nos dias em que não havia atividades oficiais previstas, alunos e líderes visitaram os seguintes pontos turísticos da região, entre outros:
- Upo Wetlands
- Junam Reservoir
- Jinju Castle

Além disso, renomados cientistas foram convidados para apresentar palestras especiais aos estudantes, em sessões denominadas "Science Talks".

## Resultado Final
Seguindo o critério oficial de premiação, receberam medalhas de ouro aos alunos que ficaram entre os 10% melhores, medalhas de prata os que ficaram entre os 20% seguintes e medalhas de bronze os 30% subsequentes.
O resultado final foi divulgado em cerimônia solene realizada no Centro de Convenções e Exibições de Changwon em 15 de dezembro de 2008.
Coreia do Sul e Taiwan conquistaram 6 medalhas de ouro cada. Com maior pontuação global, a Coreia do Sul foi declarada vencedora da competição. Singapura apareceu em terceiro lugar, com 3 medalhas de ouro e 3 prata.
Na sequência, apareceram Tailândia, Rússia e Alemanha, empatadas com 2 medalhas de ouro e 4 de prata. Em sétimo lugar, ficou o Brasil (1 ouro, 4 pratas e 1 bronze), ao lado de Hungria e Indonésia.
Pelo time brasileiro, Gustavo Haddad Francisco e Sampaio Braga recebeu a inédita medalha de ouro, Cássio dos Santos Sousa, Elder Massahiro Yoshida, Lucas Colucci Cavalcante de Souza e Matheus Barros de Paula conquistaram medalhas de prata e Matheus Lima Barbosa de Tulio completou a premiação brasileira com a medalha de bronze.